# AIG Tower
L'AIG Tower est un gratte-ciel de 185 mètres de hauteur situé à Hong Kong en Chine construit de 2002 à 2005.
La surface de plancher de l'immeuble est de 41 777 m2.
L'AIG Tower a été nommé d'après la compagnie d'assurance américaine American International Group (AIG) qui est un important occupant de l'immeuble et a contribué à gérer la réalisation du projet.
L'immeuble a été conçu par les agences SOM (États-Unis) et Aedas (Royaume-Uni) avec un design inspiré d'une jonque chinoise, un symbole traditionnel de Hong Kong.